# سعيد سلطان بور
سعید سلطان‌ بور (ت. 1401 هـ / 1981 م) هو شاعر ، من أهل إيران و كاتبًا مسرحيًا و مخرجًا مسرحيًا كان في السياسة اليسارية و عضوًا في رابطة الكتاب الإيرانيين.
أعدم في 22 حزيران سنة 1981 م بتهمة معاداة الثورة الإسلامية عن طريق الكتابة ونشر المقالات.

## السيرة الذاتية
كان سعيد سلطان بور أحد الأعضاء المؤسسين لجمعية المسرح الإيراني في عام 1968. و واجهت العديد من مسرحياته الرقابة في إيران. انتخب سعيد لعضوية المجلس التنفيذي لاتحاد الكتاب الإيرانيين في عام 1970. خلال محاكمته السريعة في عام 1981، وصف سلطانبور الجمهورية الإسلامية بأنها حكومة فاسدة سوف "تطيح بها قريبًا من قبل الشعب الذي خانته". و وصفه القاضي محمد محمدي الجيلاني بأنه عدو لله وحكم عليه بالإعدام.